# Mate Čilić
Mate Čilić (Međugorje, 14. srpnja 1952.), hrvatski pjesnik, bogoslov i katolički svećenik.
Osnovnu školu pohađao u rodnom mjestu, Klasičnu gimnaziju u Splitu, a filozofiju i teologiju diplomirao u Sarajevu i Fuldi. Župnik u župi Svetog Pija u Augsburgu.

## Djela
- "Bajamova djeca" (pjesme, 1996.),
- "Ostani znak" (pjesme, 1997.).